# 郭振維
郭振維（1983年11月9日—），為臺灣男子職業射箭選手，目前效力於特力屋職業射箭隊。

## 成績
- 2005年土耳其世大運個人賽金牌
- 2006年杜哈亞運團體銀牌
- 2006年杜哈亞運個人銅牌
- 2007年射箭世界大獎賽個人銀牌
- 2014年仁川亞運個人銅牌